# Microphthalmus arenarius
Microphthalmus arenarius är en ringmaskart som beskrevs av Westheide 1973. Microphthalmus arenarius ingår i släktet Microphthalmus och familjen Hesionidae. Inga underarter finns listade i Catalogue of Life.